# Linus (Mond)
Linus ist ein Mond des Hauptgürtelasteroiden (22) Kalliope. Mit seinen 28 km Durchmesser gilt er als zweitgrößter Asteroidenmond im Hauptgürtel.

## Entdeckung und Benennung
Linus wurde am 29. August 2001 von Jean-Luc Margot und Michael E. Brown am Keck-Observatorium II entdeckt. Nur drei Tage später entdeckte ihn das Team um William J. Merline, François Menard, Laird M. Close, Christophe Dumas, Clark R. Chapman und David C. Slater beim Canada-France-Hawaii Telescope. Beide Teleskope stehen auf dem Mauna Kea auf Hawaii. Die Entdeckung wurde von der Internationalen Astronomischen Union (IAU) am 3. September 2001 bekanntgegeben; der Mond erhielt die vorläufige Bezeichnung S/2001 (22) 1.
Am 8. August 2003 wurde Linus dann offiziell nach Linos benannt, der als Sohn der Muse Kalliope galt, Enkel des Zeus und der Mnemosyne und Erfinder der von Melodie und Rhythmus in der griechischen Mythologie.
Linus („der Klagende“) hießen drei verschiedene Söhne von Apollon, der bekannteste Namensträger wurde der nach diesen benannte Heidenchrist Linus, der nach kirchlicher Überlieferung erster Nachfolger des Simon Petrus als Bischof von Rom war.

## Bahneigenschaften
Linus umläuft Kalliope auf einer leicht retrograden, fast kreisförmigen Bahn zwischen 1091 und 1127 km Abstand zu deren Zentrum (rund 13 Kalliope-Radien). Die Bahnexzentrizität beträgt 0,016 % und die Bahn verläuft fast senkrecht zur Äquatorebene von Kalliope. Damit bewegt sich der Mond weit innerhalb von Kalliopes Hill-Radius von 43.000 km.
Linus umläuft Kalliope in rund 3 1/2 Tagen, was knapp 21 Eigendrehungen von Kalliope entspricht.
Die Präzession der Linusbahn wird für einen Umlauf in nur einigen Jahren geschätzt, was der unregelmäßigen Form von Kalliope zugeschrieben wird. Die Helligkeit des Mondes variierte in verschiedenen Beobachtungen, was auf eine längliche Form hinweist.

## Physikalische Eigenschaften
Linus galt einige Zeit nach absoluten Zahlen als größter Asteroidenmond im Hauptgürtel, da sein Durchmesser zunächst auf 38 km geschätzt wurde und in der Folge um 10 km nach unten korrigiert wurde. Trotzdem ist Linus mit 28 km noch immer vergleichsweise groß, da er nur von S/2002 (121) 1 (32 km), dem Mond des Asteroiden (121) Hermione, übertroffen wird und demnach der zweitgrößte im inneren Sonnensystem ist. Im Hauptgürtel wurde bisher nur ein natürlicher Satellit entdeckt, der noch größer ist, der Begleiter des Asteroiden (90) Antiope (84 km). Dieses System muss man jedoch als Doppelsystem auffassen, da S/2000 (90) 1 95,4 % des Durchmessers von Antiope besitzt und das Baryzentrum daher außerhalb des Hauptkörpers liegt. Das Größenverhältnis relativ zum Zentralkörper beträgt bei Linus gegenüber Kalliope dagegen lediglich 16,7 %.
Rechnet man die Jupiter-Trojaner noch zu dem Gürtel dazu, käme einzig noch das Doppelsystem Patroclus/Menoetius dazu; Menoetius wäre mit 113 km der größte Mond im inneren Sonnensystem, und Linus würde – das Antiope-System eingerechnet – auf den vierten Platz rutschen.
Linus ist vielleicht aus Impaktmaterial eines Einschlages auf Kalliope entstanden oder er ist ein Bruchstück eines möglichen Eltern-Asteroiden, einer „Proto-Kalliope“. Wie der Mutterkörper gehört Linus zu den metallischen Asteroiden, ist also ein M-Typ-Asteroid.

## Erforschung
Am 7. November 2006 wurde die erste Sternbedeckung durch einen Asteroidenmond durch eine Gruppe japanischer Astronomen beobachtet, aufgrund einer Prognose durch die Gruppe um Franck Marchis, die auf fünf Jahren Beobachtung des Kalliope-Doppelsystems mit adaptiver Optik durch erdgebundene Teleskope basiert.